# 青淤豬齒魚
青淤豬齒魚，為輻鰭魚綱鱸形目隆頭魚亞目隆頭魚科的其中一種，分布於澳洲北部海域，棲息深度可達30公尺，體長可達24公分，棲息沙底質、海草生長的海域，生活習性不明。

## 擴展閱讀
維基物種上的相關：青淤豬齒魚